# Bergspötter
Der Bergspötter (Iduna similis, Syn.: Chloropeta similis), auch Bambusrohrsänger genannt, ist ein Singvogel aus der Gattung Iduna innerhalb der Familie der Rohrsängerartigen (Acrocephalidae). Er ist ein Standvogel in Teilen des ostafrikanischen Hochlands.
Das Artepitheton kommt aus dem Lateinischen und bedeutet „ähnlich“.

## Beschreibung

### Aussehen
Mit einer Größe von 13 cm und einem Gewicht von 9–15 g ist der Bergspötter ein mittelgroßer Spötter; es besteht kein Sexualdimorphismus. Er ist auf der ganzen Oberseite, inklusive auf dem Oberkopf, dunkelolivgrün gefärbt. Die unteren Wangen, das Kinn, die Kehle, die Nackenseiten und die restliche Unterseite sind hingegen hellgelb mit einer olivfarbenen Tönung auf den Brustseiten. Die Zügel, oberen Wangen und Ohrdecken (also die Kopfseiten) sind wie die Oberseite dunkelolivgrün. Die Flügeldecken wirken verhältnismäßig einfarbig, auch wenn die Federn innen dunkel und außen olivgrün gefärbt sind. Der recht lange Schwanz ist dunkelolivbraun mit gelblich-olivgrünen Federsäumen und in zwölf eindeutig erkennbare Federn unterteilt. Sein breiter, flacher, seitlich gerader oder leicht konvexer Schnabel ist schwarz oder dunkel-hornfarben und der Unterkiefer ist besonders an der Schnabelbasis hellgelblich oder orangebraun; zur Schnabelspitze wird er immer dunkler. Die Art hat einen schmalen, gelben Überaugenstreif, der nur bis zum nussbraunen bis dunkelbraunen Auge reicht, wo ein unauffälliger, dünner Augenring erkennbar ist. Die Beine sind von dunkelgrauer Farbe.
Jungvögel unterscheiden sich von adulten Vögeln durch einen zimtbraunen Anflug auf der Oberseite, insbesondere auf dem Bürzel und den Oberschwanzdecken, eine blassere, etwas bräunlichere Unterseite und blassere sowie gelbere Flügelfedersäume.

### Artabgrenzung
Vom Natalspötter, mit dem er beispielsweise auf dem Nyika-Plateau sympatrisch vorkommt, der aber sonst niedrigere Lagen bevorzugt, kann man ihn durch die mehr braune als grüne Oberseite und das Fehlen eines dunklen Oberkopfs, der beim Natalspötter einen deutlichen Kontrast zum Rest des Körpers bildet, unterscheiden. Außerdem hat der Natalspötter stärker gemusterte Flügel mit schwarzen Zentren und markanten, gelben Federrändern und er verhält sich bei der Nahrungssuche mehr wie ein Fliegenschnäpper als ein Vertreter der Rohrsängerartigen. Ein weiterer deutlicher Unterschied liegt im Gesang.

### Stimme
Der Gesang wird meist aus dichtem Gestrüpp heraus vorgetragen und besteht aus einer oft minutenlang wiederholten Reihe von abwechslungsreichen, melodischen, ca. 4–5 s langen Sequenzen, zwischen denen eine Pause von 3 bis 4 s eingelegt wird. Sie bestehen aus einem Gemisch verbundener, klarer Pfiffe oder Triller mit sehr variabler Tonhöhe, wobei die tiefsten einen nasalen Klang aufweisen und dadurch an Rohrsänger erinnern. Der Alarmruf wird mit „cha-cha-cha“ umschrieben.

### Verhalten
Die aktiven und sich ständig in Bewegung befindenden Bergspötter sind meist paarweise anzutreffen, selten zeigt sich interspezifische Interaktion. Überwiegend halten sie sich in niedrigem Gestrüpp auf, bei der Nahrungssuche sind sie jedoch auch in Schlingpflanzen und Kronen niedriger Bäume auf bis zu 10 m Höhe zu beobachten. Sie bewegen sich meist horizontal und mit kleinen Sprüngen, dabei sammeln sie Beutetiere von Blättern und Ästen auf und fliegen manchmal ein kurzes Stück, um ein Fluginsekt zu fangen.

## Verbreitung und Wanderungen

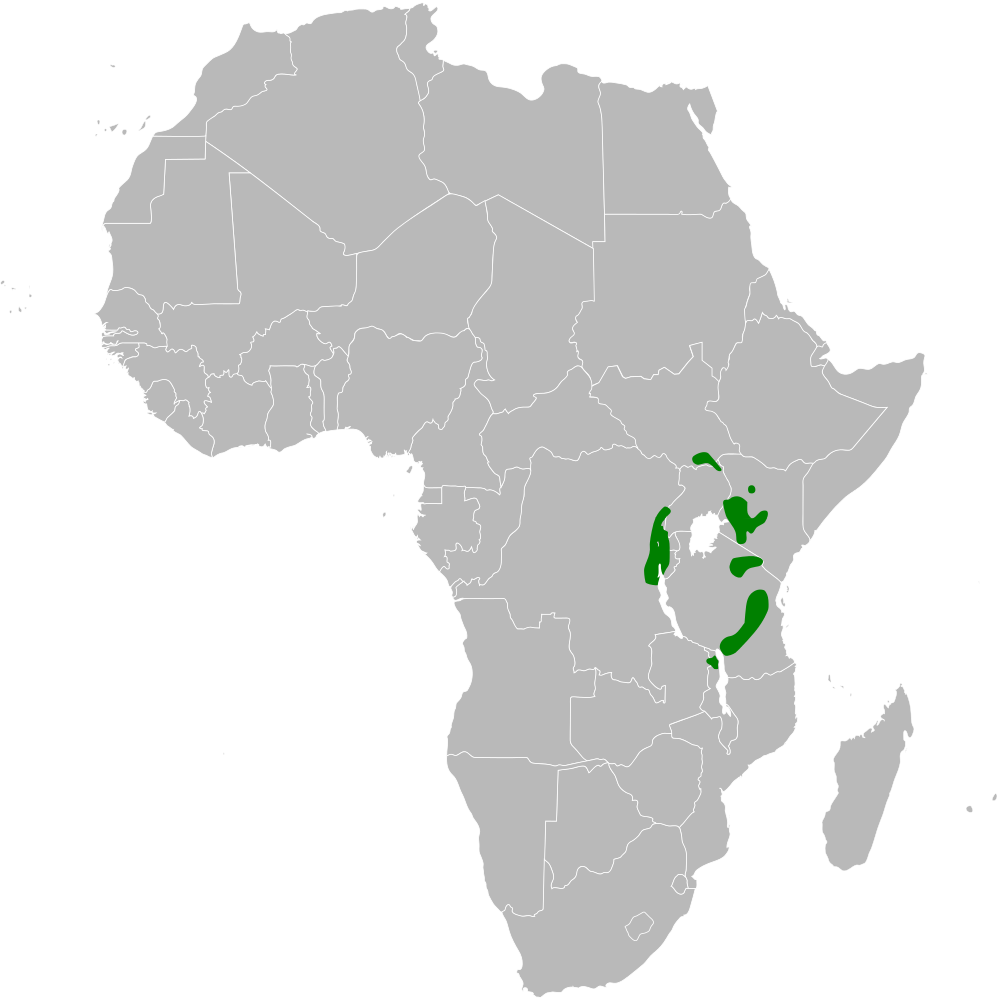
Verbreitung des Natalspötters:
ganzjähriges Vorkommen

Der Bergspötter hat ein zerstückeltes Verbreitungsgebiet im Hochland Ostafrikas: Im südlichen Sudan kommt er im Imatong-Gebirge und im Dongatona-Gebirge sowie in Nordost-Uganda auf dem Mount Morungole vor. Außerdem ist er in bergigen Regionen auf beiden Seiten des Albertgrabens vom Ruwenzori-Gebirge bis zum Itombwe-Gebirge und zum Mount Kabobo anzutreffen, also in der östlichen Demokratischen Republik Kongo, West- und Südwest-Uganda, Westruanda und -burundi. Weitere Vorkommen bestehen auf dem Mount Elgon, auf dem Hochland West- und Zentralkenias (inklusive Mount Nyiru und Mount Kenya), in Nordtansania (inklusive Kilimandscharo, Mount Meru und Ngorongoro-Hochland), in Osttansania vom Nguru-, Ukaguru- und Uluguru-Gebirge bis zu den Udzungwa-Bergen und zum Mount Njombe, und zuletzt in Nordmalawi und Sambia auf dem Nyika-Plateau.
Er ist vermutlich ein Standvogel.

## Lebensraum
Der Bergspötter bewohnt Büsche und Unterholz in verschiedenen Hochlandhabitaten, z. B. in Primärwald, dort insbesondere an dessen Rand und auf sumpfigen Lichtungen, auch in Sekundärwald, in Heidelandschaften, in Farn- oder Bambuswäldern und überwachsenen Äckern, häufig entlang von Wasserläufen und sumpfigen Tälern. Er ist in einer Höhe von 1800 bis über 3000 m anzutreffen, seltener sogar auf bis zu 3700 m.

## Fortpflanzung
Der Bergspötter ist ein territorialer Vogel, der ein Revier manchmal über zwei bis drei Jahre hinweg beansprucht. Das becherförmige, recht dickwandige Nest wird häufig in Wassernähe in ungefähr einem Meter Höhe über dem Boden in einer Astgabel eines Busches errichtet und besteht aus Grashalmen, Blättern, Fruchtständen, Farnen und Moosen, wobei es etwas klobiger als das des Natalspötters wirkt. Die Konstruktion wird mit Spinnweben zusammengehalten und wird mit Federn, Haaren und Pflanzenfasern ausgekleidet. Die Ablage der zwei Eier, seltener auch eines Eis findet in der Regenzeit statt, also z. B. im Sudan im April und Oktober, in der Demokratischen Republik Kongo von April bis Juni und im Oktober, in Westkenia im Juli, August und November, in Tansania im September und Dezember und schließlich in Sambia sowie Malawi von Dezember bis Februar.

## Systematik und Taxonomie
Die Art wurde von Charles Wallace Richmond im Jahr 1847 als Chloropeta similis erstbeschrieben. Die Terra typica ist der Kilimandscharo in Tansania auf 3050 m. Sie wurde damit zu den Monarchen (Monarchidae) gestellt; durch ihr Verhalten und ihre Rufe wurde allerdings eine Verwandtschaft zu den Rohrsängern (Acrocephalus) oder Spöttern (Hippolais) vermutet. Im Jahr 2009 wurde die Art aufgrund von genetischen Analysen von Fregin et al. zusammen mit dem ebenfalls afrotropisch verbreiteten Natalspötter und vier ehemaligen Hippolais-Arten in die Gattung Iduna transferiert. Die Art wird derzeit als monotypisch betrachtet.

## Gefährdungssituation
Die Art wird wegen des großen Verbreitungsgebietes von etwa 1.350.000 km² und der stabilen Bestände in der Roten Liste der IUCN als nicht gefährdet (Least Concern) eingestuft.